# Iván Marcone
Iván José Marcone (Sarandí, 3 de junio de 1990) es un futbolista argentino que se desempeña como centrocampista y su equipo actual es el Club Atlético Independiente de la Liga Profesional de Fútbol Argentino.

## Trayectoria

### Arsenal de Sarandí
Nacido en Sarandí, hizo su debut profesional con el Arsenal de Sarandí el 18 de octubre de 2008, entrando con suplente en el segundo tiempo en un empate 3-3 contra Vélez Sársfield en el campeonato de Primera División.
Anotó su primer gol el 17 de octubre de 2009, anotando el primero en un empate 1-1 en casa contra Banfield. Con la llegada del entrenador Gustavo Alfaro, fue una pieza fundamental del mediocampo para la histórica obtención del Clausura 2012, venciendo en la jornada final a Belgrano por 1 a 0, mientras su principal competidor, Tigre, empataba contra Independiente por 2 a 2 en simultáneo. El equipo reivindicó el gran momento que atravesaba ganando la Supercopa Argentina 2012 a los principales candidatos, Boca Juniors, en la tanda de penales (4-3), siendo Iván una figura siempre presente. 
A mediados de 2012 se rumoreó que el Celta de Vigo y el Chicago Fire pretendían incorporarlo a sus filas, pero ambas ofertas fueron rechazadas por el Arsenal. En 2013 también estuvo fuertemente ligado a Independiente, pero se llegó a un acuerdo entre los equipos. El 9 de enero de 2015 se unió al Getafe CF en préstamo hasta junio, con una cláusula de rescisión. Sin embargo, el acuerdo fue declarado nulo a finales de mes. Más tarde pasó a Lanús, siendo recordado como uno de los jugadores que formó parte de la era dorada del joven club de Sarandí, conquistando 4 títulos y disputando 242 partidos.

### Club Atlético Lanús
En enero de 2016 fue transferido al Club Atlético Lanús donde, con Jorge Almirón como entrenador, se consagró campeón del Campeonato de Primera División 2016, de la Copa del Bicentenario venciendo a Racing Club y de la Supercopa Argentina 2016, ganándole a River Plate por 3 a 0. Así mismo, disputó con Lanús la edición de la Copa Libertadores 2017, la cual sería una histórica hazaña del club bonaerense, terminando como primeros en la fase de grupos, que compartió junto a Nacional, Chapecoense y el Zulia de Venezuela. En octavos de final vencían a The Strongest por un global de 2 a 1. Dejaron en el camino a San Lorenzo por penales en los cuartos de final, remontando un resultado adverso de 2 a 0 en la ida. En una de las series más recordadas del torneo, dejaron afuera al River Plate de Gallardo en semifinales, donde empezaron perdiendo por 1 a 0 en la ida, y luego de ir abajo 2 a 0 en la vuelta, sorprendentemente, remontaron el marcador anotando 4 goles. No obstante, acabarían derrotados en la instancia final por Gremio de Porto Alegre, con 3 a 1 en el global. 
Durante ese periodo, Marcone estuvo vinculado a un movimiento al equipo de Las Palmas, así como al Club Tijuana en México y al Atlético Nacional en Colombia.

### Club de Fútbol Cruz Azul
El 31 de mayo de 2018 se hizo de manera oficial su llegada al Cruz Azul de México. Debuta con el club el 21 de julio ante el Puebla, disputando los 90 minutos del encuentro. Durante el torneo Apertura 2018 se consagró campeón de la Copa México derrotando al Monterrey por 2 a 0 en la final. Con muy poco tiempo de adaptación, Marcone se convirtió en un pilar del mediocampo, ganándose muy rápidamente a la afición del equipo celeste. Luego de finalizar el torneo como líderes generales, alcanzaban la final por el campeonato ante el América, donde, en el partido de vuelta, Iván perdería un balón en la salida en complicidad con Jesús Corona, que les terminó costando el título de liga con el 2-0 en el global. Solamente jugó en la Jornada 1 del Clausura 2019 ante el Puebla, con marcador de 1-1.

### Club Atlético Boca Juniors
En enero de 2019 se convirtió nuevo jugador del Boca Juniors, que pagaría 8,5 millones de dólares por su pase, con la esperanza de ser llamado a la Selección Argentina para la Copa América 2019. Debutó el 27 de enero en un empate 1-1 contra Newell's. 

### Elche Club de Fútbol
El 5 de octubre de 2020 firmó por el Elche de la LaLiga, cedido durante una temporada por el Boca Juniors con cláusula de compra obligatoria. Con los licítanos Iván rencontraría su mejor nivel, destacando de sobremanera en la fecha 16 de la liga en el empate 1-1 ante el Real Madrid, firmando un partido perfecto. Disputó los 90 minutos, ganó 5 de 5 duelos, 3 entradas (3 quites), completó 41 de 47 entregas, 1 ocasión generada, 2 intercepciones, 0 faltas cometidas y 6 recuperaciones, siendo nombrado el MVP del encuentro. Del mismo modo, se dio el lujo que provocó la admiración de propios y extraños, al pisar el balón frente al brasileño Marcelo y luego lo tocó con el otro pie, provocando que el zaguero del Real Madrid se quedara sin posibilidad de reaccionar pues ya solo le faltó aplaudir ante el gesto técnico.

### Independiente
En junio de 2022 es presentado como nuevo jugador de Independiente, cumpliendo así su sueño de jugar con el club de Avellaneda, al ser hincha del equipo desde su infancia, declarando: “Soy un privilegiado de ser hincha de Independiente y a la vez estar acá”.

## Selección nacional
Marcone fue convocado en la selección de Argentina en marzo de 2017, estuvo en el banco de suplentes en el partido frente a Bolivia pero no ingresó. Hace su debut internacional el 26 de marzo de 2019 en el triunfo 1-0 ante Marruecos.

## Estadísticas

### Clubes
Actualizado hasta su último partido disputado el 28 de mayo de 2025.
| Club                          | Div.          | Temporada     | Liga  | Liga  | Liga   | Copas nacionales | Copas nacionales | Copas nacionales | Torneos internacionales | Torneos internacionales | Torneos internacionales | Total | Total | Total  |
| Club                          | Div.          | Temporada     | Part. | Goles | Asist. | Part.            | Goles            | Asist.           | Part.                   | Goles                   | Asist.                  | Part. | Goles | Asist. |
| ----------------------------- | ------------- | ------------- | ----- | ----- | ------ | ---------------- | ---------------- | ---------------- | ----------------------- | ----------------------- | ----------------------- | ----- | ----- | ------ |
| Arsenal de Sarandí Argentina  | 1.ª           | 2008-09       | 12    | 0     | 0      | —                | —                | —                | —                       | —                       | —                       | 12    | 0     | 0      |
| Arsenal de Sarandí Argentina  | 1.ª           | 2009-10       | 25    | 1     | 1      | —                | —                | —                | —                       | —                       | —                       | 25    | 1     | 1      |
| Arsenal de Sarandí Argentina  | 1.ª           | 2010-11       | 23    | 0     | 0      | —                | —                | —                | —                       | —                       | —                       | 23    | 0     | 0      |
| Arsenal de Sarandí Argentina  | 1.ª           | 2011-12       | 36    | 0     | 0      | —                | —                | —                | 12                      | 0                       | 0                       | 48    | 0     | 0      |
| Arsenal de Sarandí Argentina  | 1.ª           | 2012-13       | 34    | 0     | 0      | 5                | 0                | 0                | 6                       | 0                       | 0                       | 45    | 0     | 0      |
| Arsenal de Sarandí Argentina  | 1.ª           | 2013-14       | 35    | 0     | 2      | 4                | 0                | 0                | 8                       | 1                       | 0                       | 47    | 1     | 2      |
| Arsenal de Sarandí Argentina  | 1.ª           | 2014          | 14    | 0     | 0      | 1                | 0                | 0                | —                       | —                       | —                       | 15    | 0     | 0      |
| Arsenal de Sarandí Argentina  | 1.ª           | 2015          | 26    | 0     | 0      | 1                | 0                | 0                | —                       | —                       | —                       | 27    | 0     | 0      |
| Arsenal de Sarandí Argentina  | Total club    | Total club    | 205   | 1     | 3      | 11               | 0                | 0                | 26                      | 1                       | 0                       | 242   | 2     | 3      |
| C. A. Lanús Argentina         | 1.ª           | 2016          | 14    | 0     | 0      | —                | —                | —                | —                       | —                       | —                       | 14    | 0     | 0      |
| C. A. Lanús Argentina         | 1.ª           | 2016-17       | 22    | 0     | 0      | 7                | 0                | 0                | 8                       | 0                       | 0                       | 37    | 0     | 0      |
| C. A. Lanús Argentina         | 1.ª           | 2017-18       | 22    | 0     | 0      | —                | —                | —                | 10                      | 0                       | 0                       | 32    | 0     | 0      |
| C. A. Lanús Argentina         | Total club    | Total club    | 58    | 0     | 0      | 7                | 0                | 0                | 18                      | 0                       | 0                       | 83    | 0     | 0      |
| C. F. Cruz Azul · México      | 1.ª           | 2018-19       | 24    | 0     | 0      | 6                | 0                | 0                | —                       | —                       | —                       | 30    | 0     | 0      |
| C. F. Cruz Azul · México      | Total club    | Total club    | 24    | 0     | 0      | 6                | 0                | 0                | 0                       | 0                       | 0                       | 30    | 0     | 0      |
| C. A. Boca Juniors Argentina  | 1.ª           | 2018-19       | 11    | 0     | 0      | 6                | 0                | 0                | 6                       | 0                       | 0                       | 23    | 0     | 0      |
| C. A. Boca Juniors Argentina  | 1.ª           | 2019-20       | 14    | 0     | 0      | 1                | 0                | 0                | 8                       | 0                       | 0                       | 23    | 0     | 0      |
| C. A. Boca Juniors Argentina  | Total club    | Total club    | 25    | 0     | 0      | 7                | 0                | 0                | 14                      | 0                       | 0                       | 46    | 0     | 0      |
| Elche C. F. · España          | 1.ª           | 2020-21       | 34    | 0     | 0      | —                | —                | —                | —                       | —                       | —                       | 34    | 0     | 0      |
| Elche C. F. · España          | 1.ª           | 2021-22       | 20    | 0     | 0      | 2                | 0                | 0                | —                       | —                       | —                       | 22    | 0     | 0      |
| Elche C. F. · España          | Total club    | Total club    | 54    | 0     | 0      | 2                | 0                | 0                | 0                       | 0                       | 0                       | 56    | 0     | 0      |
| C. A. Independiente Argentina | 1.ª           | 2022          | 17    | 1     | 0      | 3                | 0                | 1                | —                       | —                       | —                       | 20    | 1     | 1      |
| C. A. Independiente Argentina | 1.ª           | 2023          | 22    | 0     | 0      | 16               | 0                | 0                | —                       | —                       | —                       | 38    | 0     | 0      |
| C. A. Independiente Argentina | 1.ª           | 2024          | 23    | 0     | 1      | 15               | 0                | 0                | —                       | —                       | —                       | 38    | 0     | 1      |
| C. A. Independiente Argentina | 1.ª           | 2025          | 18    | 0     | 0      | 1                | 0                | 1                | 4                       | 0                       | 0                       | 23    | 0     | 1      |
| C. A. Independiente Argentina | Total club    | Total club    | 80    | 1     | 1      | 35               | 0                | 2                | 4                       | 0                       | 0                       | 119   | 1     | 3      |
| Total carrera                 | Total carrera | Total carrera | 446   | 2     | 4      | 68               | 0                | 2                | 62                      | 1                       | 0                       | 576   | 3     | 6      |
| 1. 2.                         |               |               |       |       |        |                  |                  |                  |                         |                         |                         |       |       |        |

## Palmarés

### Campeonatos nacionales
| Título              | Club               | País      | Año     |
| ------------------- | ------------------ | --------- | ------- |
| Primera División    | Arsenal de Sarandí | Argentina | C-2012  |
| Supercopa Argentina | Arsenal de Sarandí | Argentina | 2012    |
| Copa Argentina      | Arsenal de Sarandí | Argentina | 2012-13 |
| Primera División    | C. A. Lanús        | Argentina | 2016    |
| Copa Bicentenario   | C. A. Lanús        | Argentina | 2016    |
| Supercopa Argentina | C. A. Lanús        | Argentina | 2016    |
| Copa México         | C. F. Cruz Azul    | México    | 2018    |
| Supercopa Argentina | C. A. Boca Juniors | Argentina | 2018    |
| Primera División    | C. A. Boca Juniors | Argentina | 2019-20 |

### Campeonatos internacionales
| Título           | Club               | Sede  | Año  |
| ---------------- | ------------------ | ----- | ---- |
| Copa Suruga Bank | Arsena de Sarandíl | Osaka | 2008 |

### Distinciones individuales
| Distinción                                             | Año  |
| ------------------------------------------------------ | ---- |
| Equipo ideal del Torneo Apertura                       | 2018 |
| Mejor jugador del partido Elche-Real Madrid por LaLiga | 2020 |